# エガオノダイカ
『エガオノダイカ』は、タツノコプロ制作による日本のテレビアニメ作品。2019年1月から3月までWOWOWプライム『アニメプレミア』枠ほかにて放送された。
タツノコプロ創立55周年記念作品。地球より数万光年先にある星を舞台に、王国の王女であるユウキ・ソレイユと、軍人であるステラ・シャイニングの物語を描く。

## ストーリー
地球を旅立った人類は新たな惑星に植民を行い、幾つかの国を建国する。その内の1つ、ソレイユ王国で生まれたユウキ・ソレイユは12歳になった。彼女は王女としての責務を果たしながら、幼馴染の少年ヨシュア・イングラムや世話を焼く指導役のレイラ・エトワールたちに囲まれ、日々を過ごしていた。そんなある日、ヨシュアは騎士団総長のハロルド・ミラーたちと共に、隣国のグランディーガ帝国との国境に赴く。実は既に帝国との戦端が開かれていたのだ。ヨシュアも出撃するが、怪我を負った末に命を落とす。ユウキは彼の死と、今が戦争中ということを知らされる。一方、帝国側では一兵士のステラ・シャイニングが所属する分隊の所に、新隊長のゲイル・オーウェンズが着任していた。

## 登場人物

### 主要人物
ユウキ・ソレイユ
声 - 花守ゆみり
本作の主人公。ソレイユ王国の若き王女。12歳。12年前の新型クラルス開発時の事件で両親を亡くしている。幼馴染のヨシュアや周囲の支えもあって天真爛漫に育ち、12年前の事件で配偶者を亡くしたレイラとハロルドからは実の娘のように思われている。現在、グランディーガ帝国と戦争状態にあることは教えられていなかったが、後にその事実とヨシュアの死を知り、衝撃を受ける。
戦闘における兵士の死や領地の占領に心を痛めていくが、最終防衛戦では冷静に状況判断を行い、地形を利用して敵軍に一矢報いるという働きを見せた。最後は王女として降伏し、これ以上の犠牲を出さないよう自分の身を帝国に渡すことを決意するが、家臣らの手で逃がされることとなる。その後は個人的に戦術書を読むなどして学び、指揮を執るようになるが、敵側にも犠牲を出したくないという思いから、思い切った手を打てないでいる。
終盤では帝国側に対し、移動砲台を戦力とした王都ハリアント奪還を宣言するが、それは陽動であり、この星のみんなを必ず笑顔にするという目的のため、惑星に存在する全てのクラルスを止めることを決意。レイラたちと共に旧ベルデ皇国へ向かう。停止作業を行えば兵器のテウルギアも使えなくなるため、戦争を終わらせてこれ以上大切な人々の命を奪わせないという信念を抱き、出会ったステラに対しても「世界中のみんなに恨まれてもかまわない」と述べ、最後は自身に手を貸してくれたステラと二人で作業を完了させる。戦後は帝国と停戦を結び、帝国軍の上層部に働きかけてステラの処罰が最低限になるように取り計らった。物語はユウキがゲイルの孤児院を訪ねた場面で幕を閉じる。
ステラ・シャイニング
声 - 早見沙織
本作のもう1人の主人公。グランディーガ帝国の軍人。17歳。ビュルガー分隊に所属する一等兵曹。王国軍との戦闘で、自身を含めた5人以外の分隊員の仲間と隊長を失う。作り笑いをするなど感情の起伏が少なく、任務の遂行を第一に考えており、時には子供に対しても銃を向ける冷徹さを持つ。新隊長のゲイルについてもリリィたちほど疑念や関心がないのか、命令には淡々と従う。
帝国でクラルスの研究員をしていたレイラ・エトワールの実娘だが、12年前のテロ事件に遭遇し、それ以前の記憶をほとんど失う。事件現場から保護された後に養子としてある家族に引き取られたが、その夫婦に子供が生まれたことから疎んじられ始め、無理に笑顔を作って生活していた過去がある。家出をするように家を出た後、放浪していた時に軍の募集を見て生きるために軍へ入隊する。昔から持つ金魚の水槽の3Dホログラムを形見にしている。料理の知識も余りないらしく、ピアースの送別会の際はステラに手伝ってもらおうとしたヒューイに呆れられ、部屋の飾り付けを言い渡された。
分隊での暮らしが長引くにつれてゲイルとも良い関係を構築し、以前よりも表情の変化を見せるようになっていたが、ゲイルが戦死してからは、もう分隊員を誰も死なせないことを決意する。旧ベルデ皇国領における戦闘ではアイネの命令もあり、分隊を率いてクラルス実験施設内に突入。崩れた天井の瓦礫から自身を庇って瀕死のレイラにユウキのことを頼まれるが、彼女が母親だという事実を知ることはなかった。施設頂上部で出会ったユウキには、その言動を認めたくないと思いながらも心のどこかでは彼女と同じ思いを感じ、「どんな明日をユウキがもたらすのか、その可能性にかける」と最後はユウキに協力、共にクラルスを停止させた。

### ソレイユ王国

#### 政治家・軍人
ヨシュア・イングラム
声 - 松岡禎丞
ユウキの幼馴染の騎士。搭乗機はガルド。口癖は「気合と根性」。幼い頃に母親を亡くし、前騎士団総長を務めていた父が男手一つで彼を育てたため、父を尊敬していた。しかし、12年前の事件で父も亡くしてしまう。王宮で共に育ったユウキを守ることを誓い、彼女の護衛を担う。国境における戦闘では奮戦するも撤退時に負傷し、ユニに助けられながら帰還するものの、後に息を引き取る。墓石には「EXCITING SPIRITS FOREVER」とのメッセージが刻まれている。
レイラ・エトワール
声 - 佐藤利奈
ユウキの教育指導役。彼女のチェスの相手を務める。既婚者であり、ステラの実母。元は帝国の人間だったが、12年前のテロ事件で夫を亡くし、自身も負傷。後に起きた爆発からユウキを庇って一ヶ月の昏睡状態に陥るが、意識回復後に対面した赤ん坊のユウキがレイラを気に入った縁で、王国へと仕えた。ヨシュアの死後も常にユウキの側で彼女を支える。帝国時代はクラルスの研究員で、イザナから送られたデータを独自に分析し、謎の多かったクラルスの研究に大きく貢献する。ユウキには旧ベルデ皇国の実験施設の件を教え、共に施設へ向かいクラルスの停止作業を行うが、死んだと思っていた娘のステラと再会して驚くこととなる。最後は戦闘の余波で崩れた天井からステラを庇い、「ユウキの力になって欲しい」と告げて落命する。墓石には「WITH LOVE, THE OTHER MOM」とのメッセージが刻まれている。
ハロルド・ミラー
声 - 神奈延年
王国騎士団の総長。搭乗機はガルド。イザナとは士官学校時代からの親友同士。ヨシュアの父親が騎士団総長の頃は彼の部下で、イングラム父子を夕食に誘うなど家族ぐるみの付き合いをしていた。12年前の事件で妻のアデルを亡くしている。「一人でも犠牲を出したくない」というユウキの理想は認めているが、ハロルド自身はあくまで現実を見ており、環境悪化を懸念して反対するユウキを振り切って新型クラルスの配備を強行し、所用のため不在のユウキに代わって戦闘を指揮した時は彼女の命令に背いて敵の殲滅を行うなど過剰な手を取る。第9話の撤退戦時にて、ユウキに「民のためを思うなら、辛くとも決断しなければならない。前にお進み下さい」と告げ、殿を務めて奮戦するも、ゲイルと相撃ちになって戦死する。墓石には「WE GOT YOUR BACK」とのメッセージが刻まれている。
イザナ・ラングフォード
声 - 置鮎龍太郎
王国の政務官。ユウキ誕生後、幼いヨシュアを王宮に住まわせる。妻と娘がおり、帝国軍の侵攻時にユウキや家族を逃がし、王都へと1人残る。その後は監視の下、両国の折衝役を任される。後にアイネから帝国本国への移送命令を聞き、隙を見て脱走。ユウキたちに重要情報としてベルデ皇国の研究者によるクラルスの研究報告を送るも、直後に帝国兵の銃撃を受けて落命する。最後の通信では、彼の覚悟を悟って総長から親友の顔に戻ったハロルドから「次に会う時は酒に付き合え」との言葉を贈られた。墓石には「DON'T WASTE YOUR DEATH」とのメッセージが刻まれている。
ユニ・ヴァンキッシュ
声 - 小市眞琴
王国の騎士。ルネの双子の姉。搭乗機はガルド。ヨシュアやハロルドの死を乗り越え、ルネと共に幾つもの戦場を駆ける。終盤ではユウキの護衛として旧ベルデ皇国へ同行し、弟と二人でビュルガー分隊を迎え撃った。
ルネ・ヴァンキッシュ
声 - 榎木淳弥
王国の騎士。搭乗機はスクワイア。性格は姉と比べて落ち着いており、戦闘においては常に姉をサポートする。
ジェイムズ
声 - 石井康嗣
王国の旗艦空母「エクセスアルカ」の艦長。移動砲台完成後は陽動のため、部隊を率いて王都ハリアントへ向かう。
オドレイ、イアン、ジョナ、マリア、ニコル
声 - 江越彬紀（オドレイ）、髙坂篤志（イアン）、垣坂翔太（ジョナ）、広瀬さや（マリア）、和井みずき（ニコル）
エクセスアルカのオペレーターたち。オドレイは眼鏡の男性、イアンは青髪の男性、ジョナは中央席の男性、マリアは金髪の女性、ニコルは黒髪の女性。
ジラール伯
声 - 伊藤健太郎
国境のウィスター州を治める領主。ユニとルネの主。領民を巻き込みたくないという想いから帝国に下ろうとするが、その企みを見抜かれて拘束される。その後、帝国軍に州都が占領されたため、捕虜となる。
ソレイユ国王
声 - 花輪英司
ユウキの父親。12年前の事件で王妃の妻と共に命を落とす。
モーゼス
声 - 松田健一郎
ソレイユ王国の前騎士団総長。ヨシュアの父親。12年前の事件で命を落とす。

#### 民間人
アラン、マウリ、ラナ
声 - 西山宏太朗（アラン）、中野さいま（マウリ）、戸田めぐみ（ラナ）
アザリヤの街にいた戦災孤児。リーダーはアラン。帝国軍に家族を殺されている。街に潜入したゲイルやステラたちと仲良くなるが、彼らの任務遂行時に正体を知る。命を救われたものの、後味の悪い別れ方を迎えた。
エリザ・ラングフォード、ノエル・ラングフォード
声 - 戸田めぐみ（エリザ）、木野日菜（ノエル）
イザナの妻と娘。ノエルはユウキのことを「この国で一番偉い人」と尊敬し、慕っている。エリザは第二子を妊娠中で、後に出産。ノエルを産むまではエリザも王宮に仕えており、ユウキの誕生をハロルド夫妻とともに祝福している。帝国軍が王都へ侵攻した際、捕虜となったイザナを残してユウキたちと共に避難する。イザナは死の間際、生まれてくる子供に向けてフランス語で「空」を意味する「シエル」の名を送った。後にユウキは彼女たちへイザナの死を伝える。

### グランディーガ帝国

#### ビュルガー分隊
ゲイル・オーウェンズ
声 - 松山鷹志
ビュルガー分隊の隊長。階級は特務少尉。前隊長の戦死を受け、新しく隊長に任命される。着任当初は謎の多い素性に加え、部下と必要最低限のコミュニケーションしか取らないことや、任務遂行中に王国の孤児を逃がすため独断行動をした件などで不信感を抱いた隊員らは好き勝手に噂していたが、作戦中に負傷したリリィの手当てをしたことをきっかけに信頼されるようになり、皆と打ち解けてからは孤児院を経営している事情を自ら明かしている。最初は不愛想で隊員との関係を深めようとしなかった彼も、長い分隊生活において内面が大きく変わっていた。王国の新型クラルス開発施設への侵攻時にて、突撃してきたハロルドからステラを庇って相撃ちになり、隊員たちに「戦いの終わりを見届けてくれ」と告げて戦死する。
リリィ・エアハート
声 - 長久友紀
ビュルガー分隊の隊員。階級は二等兵曹。ステラを「ステラ姉」と呼び、慕っている。語尾に「～です」と付けて話すのが癖。絵心はなく、孤児たちのために描いた際はその下手さを呆れられている。ゲイルの着任当初は無愛想で隊員との間に壁を作っていた彼への不信感を隠そうとしなかったが、自身の怪我を手当てしたことをきっかけにゲイルとの距離が近くなってからは「口うるさいお父さんみたい」と述べるなど、彼を慕うようになる。ステラの「ずっと居場所を探していた」という話を聞いた際は、「みんながいる所（この分隊）が居場所」だと彼女に語った。戦後はゲイルの孤児院で働いている。
ヒューイ・マルサス
声 - 増田俊樹
ビュルガー分隊の隊員。階級は一等兵曹。皮肉屋であり、口が悪い。ゲイル戦死後は、彼やピアースの死を馬鹿にした暴言に近い発言でステラたちを激怒させ、暴力沙汰にまで発展してしまう。だが、それは周囲の怒りを集め憎まれ役になるという彼なりの自我を保つやり方であった。言動は本心ではなく、裏ではゲイルの孤児院にいち早く送金し、リリィから「ひねくれ者」と評された。料理が得意という意外な一面を持つほか、酒が好きで任務中に酒を勧めてきたガイと酒飲み仲間になる。戦後はガイと共に警備員となる。
ピアース・ソーン
声 - 石谷春貴
ビュルガー分隊の隊員。貧しい農家の出身。分隊員の中では一番の真面目さを持つ。ハロルドとの戦闘で負傷した結果、車椅子生活となり、傷病兵として隊を除隊する。帰国後はゲイルの孤児院で働くこととなったが、輸送車で帝国への移動中に襲撃を受け、命を落とす。
ブレイク・ボイヤー
声 - 白石稔
ビュルガー分隊の隊員。階級は一等兵曹長。アフロ気味な髪が特徴。隊ではメカニックを任されている。不真面目な態度が目立つ。他の隊員からは「兵曹長」と階級で呼ばれるだけで、目上らしい扱いを受けていなかったが、ゲイルの戦死後は内部昇格のような形で分隊長代理に就任する。
ガイ・マーレイ
声 - 阿座上洋平
ピアース除隊による補充要員として新しくビュルガー分隊に配属された隊員。ヒューイやリリィとは旧知の仲。前にいた分隊の隊長との関係は良くなく、厳しい中にも優しさを持ったゲイルが率いる今の分隊の雰囲気を気にいる。趣味は酒で、ビュルガー分隊に加わるため挨拶時に飲みかけの酒を手土産としたり、任務中にヒューイに酒を勧めるもゲイルに没収されるなど、給料の大半を酒に使っていることを明かしている。

#### 上層部
アイネ・フリート
声 - 國立幸
帝国の参謀長。王国侵攻軍の総司令官。ゲイルたちビュルガー分隊に新型クラルスを奪取させる。旧ベルデ皇国の研究報告を把握しており、そのため新型クラルスの量産にはあまり積極的ではない。ユウキの王都ハリアント奪還宣言には、これまでの彼女と違う様子に違和感を抱き、旧ベルデ皇国におけるユウキの行動をなんとしても防ぐようステラたちに命じる。
帝国皇帝
声 - 速水奨
帝国の皇帝。武力により帝位に座った人物であるためか、皇帝の旗印には伝統も血筋もなく力の裏付けさえないのであれば忠誠を誓う者など何処にもいないという哲学を持ち、新型クラルスの問題点を承知の上で量産化をアイネに命じる。クラルス停止後は王国との停戦文書に調印する。

## 登場兵器

### ソレイユ王国の兵器
ガルド
王国軍の主力量産型テウルギア。機動性が高く、主に部隊指揮官機として運用される。武装はガンランスとシールド。
スクワイア
近接戦闘型テウルギア。前衛としてガルドに付き従う。マシンガンと小型の斧を持つ。
クリバノフ
後方支援型テウルギア。キャノン砲による砲撃が主体。反面、接近戦を苦手とする。
陸上空母
王国軍の量産型陸上空母。ホバーで移動する。武装は艦首に連装主砲を2基、後部に単装砲、両側面に対地攻撃用の小型砲を持つ。多数のテウルギアと兵員輸送車を搭載し、長距離輸送艦としての機能も有する。
エクセスアルカ
王国軍の旗艦空母。艦長はジェイムズ。カラーリングは他の艦と違う色に塗られている。
移動砲台
新型クラルスを利用した試作兵器。帝国軍一個大隊を壊滅できる威力を持つとされる。

### グランディーガ帝国の兵器
クレーエI（クレーエアインス）
帝国軍の主力量産型テウルギア。武装は換装式でマシンガンやガトリングガン、円形のシールドなどを装備する。背部にはブースターを装着できるほか、両肩部を赤く塗った機体も存在する。
クレーエII（クレーエツヴァイ）
クレーエIの重装甲タイプ。武装はロングライフル、右肩部のキャノン砲、腕部のスモークディスチャージャー。
アンフィスバエナ
帝国軍の量産型強襲空母。平たい双胴型の船体を持つ。艦首と側面にテウルギア出撃用ハッチを備え、武装として2基4門の主砲と多数の機銃を搭載する。

## 用語

### 世界観
ノウェ=ディルクム
本作の舞台となる地球からの移民惑星。西暦2500年代に移民が開始され、物語の開始時点では既に地球と断絶している。

### 国家・組織
ソレイユ王国
本作の登場国家の1つ。首都は王都ハリアント。王政だが、12年前の事件で国王と王妃が亡くなり、現在の王族はユウキのみ。自然豊かな土地を持つが、昔と比較して作物の収穫量が落ちてきている。ベルデ皇国が発見したクラルスの危険性の研究結果は当時の元老院が握り潰し、国王の下へは届いていなかった。
グランディーガ帝国
本作の登場国家の1つ。皇帝を頂点とする。国土は広く、鉱物資源は豊富。軍事面では物量を生かした作戦を展開し、王国へと侵攻する。王国と同じく、ベルデ皇国が発見したクラルスの危険性の研究結果は隠蔽されており、皇帝や参謀長のアイネら、一部の人間が知るのみとなっている。
ビュルガー分隊
帝国軍の部隊の一つ。ステラの所属先で、ゲイルが隊長を務める。隊員数は6名。ピアース除隊時はガイが新しく配属され、ゲイル戦死後はブレイクが分隊長代理となった。最終局面では最前線から離れた位置に配置される。
ベルデ皇国
過去に滅亡した国家。12年前の新型クラルスのセレモニーを襲撃したテロリスト一派はこの国の残党であり、クラルスをタブー視していたとされる。実は独自にクラルス使用による環境悪化の危うさを掴んでいたが、その事実が公表される前に国ごと滅ぼされてしまった。

### 地名・施設
クラルス実験施設
ベルデ皇国がクラルスの実験を行っていた研究施設。クレーター内部に建造されている。皇国が滅んだ後も帝国はこの施設を破壊せず、そのままとしていた。任意でのクラルス停止が可能な設備を持つが、当時の技術では不可能であり、技術革新が進んだ現在ならば可能と推測されたため、物語終盤でユウキが全てのクラルスを止めるために施設へ向かう。最後はユウキとステラの手で稼働され、惑星全土のクラルスが停止した。

### 技術・兵器
テウルギア
本作に登場する人型機動兵器の呼称。一定以上の高度に上がると動力源のクラルスが停止する（クラルスからエネルギーを生み出すために必要なナノマシンが上空には存在しない）ため、航空戦力は未だに配備されていない。
クラルスラピス
本作の舞台となる惑星で発掘される特殊な鉱石。単に「クラルス」とも呼ばれる。人々の生活やテウルギアの駆動を担う重要なエネルギー源。奇跡の物質かと思われたが、後にベルデ皇国の研究者がクラルスは過去の移民当時に祖先が撒いた古代のナノマシンと共鳴する性質があり、エネルギーは鉱石自体からではなく、このナノマシンから引き出されていること、使用し続けるとナノマシンの消費が進むため、いずれ環境が悪化するという事実を突き止める。だが、皇国は滅ぼされ、情報を知った王国・帝国双方もこれを隠蔽する。
新型クラルス
12年前に王国と帝国の科学者が協力して開発した新エネルギー。機体搭載時に配置転換することで、更なる出力増幅が得られるため、現在はテウルギアの能力を向上させる「切り札」として、王国が配備を急いでいる。通常のクラルスよりも強力なエネルギーを生み出す一方、より大量のナノマシンを消費するため、余計に環境を悪化させる危険性が指摘されているほか、限界値を超える負荷を与え続けると暴走し、クラルスからナノマシンを取り出せなくなって機能停止する上に周囲一帯を巻き込んだ大規模な停電を起こすリスクも持つ。

### その他の用語
ハルカ
ソレイユ王国内で人気のゆるキャラ。向日葵を動物化したような可愛らしい容姿を持つ。

## スタッフ
- 原作・アニメーション制作 - タツノコプロ[1][9]
- 原案 - 湯浅光、のぶし[1][9]
- キャラクター原案 - のぶし[1][9]
- 監督 - 鈴木利正[1][9]
- シリーズ構成 - 猪爪慎一[1][9]
- コンセプトイメージ - 上津康義
- 軍事考証 - 高村穂積
- キャラクターデザイン - 中村直人[1][9]
- ソレイユ王国メカニックデザイン - 渭原敏明[8][9]
- グランディーガ帝国メカニックデザイン - 柳瀬敬之[8][9]
- メカプロップデザイン - 川原智弘、森木靖泰[10]
- プロップデザイン - 原由知
- デザインワークス - 枝松聖
- メイン美術デザイン - 塩澤良憲、平澤晃弘
- 美術監督 - 海老澤卓也
- 色彩設計 - 関本美津子
- 3DCGディレクター - 陸川励
- 撮影監督 - 衛藤英毅
- 編集 - 松原理恵
- 音響監督 - たなかかずや[1][9]
- 音楽 - 伊藤翼[1][9]
- プロデューサー - 湯浅光、大路菜央、遠藤裕、西啓、堀越大、佐伯博幸、徳島悠木、松本順也、更井謙介、川西玲子、川村仁
- アニメーションプロデューサー - 柳橋基治
- 製作 - エガオノダイカ製作委員会（タツノコプロ、日本テレビ、WOWOW、アスミック・エース、バップ、ストレイキャッツ、ダイナモピクチャーズ、東京メトロポリタンテレビジョン、読売テレビ、テレビ東京メディアネット、楽天、ハピネット）

## 主題歌
「エガオノカナタ」
Chiho feat. majikoによるオープニングテーマ。作詞は牧野圭祐とH△G、作曲・編曲は宮田“レフティ”リョウ。
「この世界に花束を」
キミノオルフェによるエンディングテーマ。作詞は蟻、作曲はKanata Okajimaと蟻、編曲はioni、菅原一樹。
「星巡讃歌」
Chiho feat. majikoによる第12話挿入歌。作詞はH△G、作曲・編曲は宮田“レフティ”リョウ。

## 各話リスト
| 話数   | サブタイトル   | 脚本     | 絵コンテ          | 演出              | 作画監督                                                         | メカニック作画監督         | 総作画監督        |
| ------ | -------------- | -------- | ----------------- | ----------------- | ---------------------------------------------------------------- | -------------------------- | ----------------- |
| 第1話  | ソレイユの少女 | 猪爪慎一 | 鈴木利正          | 鈴木利正          | 丸山修二 加野晃 小美野雅彦 滝吾郎 服部憲知 下川寿士              | 川原智弘                   | 中村直人          |
| 第2話  | 戦乱の真実     | 猪爪慎一 | 鈴木利正          | 粟井重紀          | エムケイ座 松本朋之 近藤優次 青木真理子 服部憲知                 | 川原智弘                   | 下川寿士 中村直人 |
| 第3話  | 微笑みの兵士   | 村越繁   | ヤマトナオミチ    | 山田卓            | 代見裕美 佐藤義久 藤田まり子 北源章雄 島袋智和 兼高里圭          | 村松尚雄 川原智弘          | 滝吾郎            |
| 第4話  | 希望の選択     | 村越繁   | 吉川博明          | 小野田雄介        | 平良哲朗 徳倉栄一 高橋恒星 小野寺博文 下川寿士                   | -                          | -                 |
| 第5話  | 分隊の一夜     | 大西信介 | 中山岳洋          | 宮澤良太          | 坂本千代子 大竹晃裕 斉藤亮 市橋雄一 三島千枝                     | 村松尚雄 川原智弘 下川寿士 | 滝吾郎            |
| 第6話  | 運命の岐路     | 猪爪慎一 | 稲垣隆行          | 格子縞佐世郎      | 青木真理子 丸山修二 大野勉 服部憲知                              | 川原智弘 村松尚雄          | 下川寿士          |
| 第7話  | 王宮のひまわり | 大西信介 | 吉川博明          | 飯村正之          | 小美野雅彦 小田裕康 寺尾憲治 片岡恵美子 下川寿士 大野勉          | 村松尚雄                   | -                 |
| 第8話  | 最後の伝言     | 村越繁   | 加瀬充子          | 粟井重紀          | 徳田夢之介 服部憲知 大野勉 河原久美子                            | 村松尚雄 川原智弘          | 滝吾郎            |
| 第9話  | 暁の挽歌       | 猪爪慎一 | 吉川博明          | 辻橋綾佳 西野武志 | 丸山修二 服部益実 冨吉幸希 青木真理子 壽恵理子 斎藤温子 吉田巧介 | 村松尚雄 川原智弘          | 下川寿士          |
| 第10話 | 魂の発火       | 大西信介 | こでらかつゆき    | 小野田雄介        | 徳倉栄一 石堂伸晴 谷翔太郎 小野寺博文 平良哲朗                   | 村松尚雄                   | -                 |
| 第11話 | 二人の決意     | 村越繁   | 渡辺純央 鈴木利正 | 佐々木純人        | 青木真理子 服部憲知 下川寿士 小美野雅彦                          | 村松尚雄 川原智弘          | -                 |
| 第12話 | 笑顔の代価     | 猪爪慎一 | 稲垣隆行 武内宣之 | 田中洋聡          | 徳田夢之介 大野勉 丸山修二 下川寿士                              | 村松尚雄 川原智弘          | 滝吾郎 中村直人   |

## 放送局
| 放送期間               | 放送時間                     | 放送局        | 対象地域   | 備考                                                   |
| ---------------------- | ---------------------------- | ------------- | ---------- | ------------------------------------------------------ |
| 2019年1月4日 - 3月22日 | 金曜 21:30 - 22:00           | WOWOWプライム | 日本全域   | 製作参加 / BS/CS放送 / 字幕放送 / 『アニメプレミア』枠 |
| 2019年1月7日 - 3月25日 | 月曜 22:30 - 23:00           | TOKYO MX      | 東京都     | 製作参加                                               |
| 2019年1月8日 - 3月26日 | 火曜 1:59 - 2:29（月曜深夜） | 読売テレビ    | 近畿広域圏 | 製作参加 / 『MANPA』第1部                              |
| 2019年1月9日 - 3月27日 | 水曜 0:30 - 1:00（火曜深夜） | AT-X          | 日本全域   | CS放送 / リピート放送あり                              |
|                        | 水曜 22:30 - 23:00           | J:COMテレビ   | 日本国内   | CATV                                                   |

| 配信期間                | 配信時間                     | 配信サイト | 備考           |
| ----------------------- | ---------------------------- | --- | -------------- |
| 2019年1月10日 - 3月28日 | 木曜 0:00 更新               | Amazonプライム・ビデオ dアニメストア U-NEXT アニメ放題 J:COMオンデマンド みるプラス ビデオパス ひかりTV dTV FOD Hulu GYAO! ニコニコ動画 TSUTAYA TV ビデオマーケット DMM.com Rakuten TV PlayStation Store Google Play あにてれ クランクイン！ビデオ |                |
|                         | 木曜 1:30 - 2:00（水曜深夜） | AbemaTV |                |
|                         | 木曜 12:00 更新              | HAPPY!動画 |                |
| 2018年1月12日 - 3月30日 | 土曜 0:00 更新               | Paravi |                |
| 2018年1月17日 - 3月28日 | 木曜 12:00 更新              | バンダイチャンネル | 1・2話同時配信 |

## BD
| 巻 | 発売日        | 収録話          | 規格品番  |
| -- | ------------- | --------------- | --------- |
| 1  | 2019年4月2日  | 第1話 - 第3話   | BIXA-1261 |
| 2  | 2019年5月10日 | 第4話 - 第6話   | BIXA-1262 |
| 3  | 2019年6月4日  | 第7話 - 第9話   | BIXA-1263 |
| 4  | 2019年7月2日  | 第10話 - 第12話 | BIXA-1264 |

## 漫画
本作のコミカライズ作品『エガオノダイカ Emotional side』が、まんが王国にて2019年1月10日より毎週木曜日に配信中。作画はいわや晃が担当する。